# Jader (calciatore)
Jader Barbosa da Silva Gentil, noto semplicemente come Jader (Rondonópolis, 24 luglio 2003), è un calciatore brasiliano, centrocampista dell'Universidad Católica in prestito dal Santa Clara.

## Caratteristiche tecniche
È un trequartista.

## Carriera
Cresciuto nel settore giovanile dell'Athl. Paranaense, debutta in prima squadra il 26 agosto 2021 in occasione del match di Coppa del Brasile vinto 1-0 contro il Santos.
Nel 2023 ha giocato in prestito per un anno all'Atlético Nacional, club della prima divisione colombiana.

## Statistiche
Statistiche aggiornate al 17 luglio 2021.

### Presenze e reti nei club
| Stagione        | Squadra          | Campionato      | Campionato | Campionato | Coppe nazionali | Coppe nazionali | Coppe nazionali | Coppe continentali | Coppe continentali | Coppe continentali | Altre coppe | Altre coppe | Altre coppe | Totale | Totale | Totale |
| Stagione        | Squadra          | Comp            | Pres       | Reti       | Comp            | Pres            | Reti            | Comp               | Pres               | Reti               | Comp        | Pres        | Reti        | Pres   | Reti   |        |
| --------------- | ---------------- | --------------- | ---------- | ---------- | --------------- | --------------- | --------------- | ------------------ | ------------------ | ------------------ | ----------- | ----------- | ----------- | ------ | ------ | ------ |
| 2021            | Athl. Paranaense | A1/PR+A         | 1+5        | 0          | CB              | 1               | 0               | CS                 | 0                  | 0                  |             | -           | -           | 7      | 0      |        |
| Totale carriera | Totale carriera  | Totale carriera | 6          | 0          |                 | 1               | 0               |                    | 0                  | 0                  |             | -           | -           | 7      | 0      |        |

## Palmarès

### Club

#### Competizioni internazionali
- Coppa Sudamericana: 1

Athl. Paranaense: 2021

#### Competizioni nazionali
- Copa Colombia: 1

Atlético Nacional: 2023
- Súper Liga: 1

Atlético Nacional: 2023